# ヒューズ・ウィンボーン
ヒューズ・ウィンボーン（Hughes Winborne）は、アメリカ合衆国の編集技師。2004年の映画『クラッシュ』でアカデミー編集賞を受賞したことで知られる。
アメリカ映画編集者協会のメンバーである。

## 主なフィルモグラフィ
- The Bet (1992) - 短編映画
- スリング・ブレイド Sling Blade (1996)
- A Slipping-Down Life (1999)
- バディ・ボーイ Buddy Boy (1999)
- Stark Raving Mad (2002)
- Employee of the Month (2004)
- クラッシュ Crash (2004)
- ザ・ゲーム Even Money (2006)
- 幸せのちから The Pursuit of Happyness (2006)
- グレート・ディベーター 栄光の教室 The Great Debaters (2007)
- 7つの贈り物 Seven Pounds (2008)
- Teen Patti (2010)
- ヘルプ 〜心がつなぐストーリー〜 The Help (2011)
- ランナウェイ・ブルース The Motel Life (2012)
- バレット・オブ・ラヴ Charlie Countryman (2013)
- かごの中の瞳 All I See Is You (2016)
- フェンス Fences (2016)
- きみに伝えたいこと A Journal for Jordan (2021)